# Kyselina O-ethyl-methylfosfonothiová
Kyselina O-ethyl-methylfosfonothiová je organická kyselina patřící mezi organické sloučeniny fosforu. Používá se na výrobu pesticidů a léčiv i nervově paralytických látek, jako jsou VM a VX.